# Teorema elementului primitiv
În teoria corpurilor, teorema elementului primitiv afirmă că orice extindere de corpuri finită și separabilă este simplă, adică generată de un singur element. Această teoremă implică în particular faptul că toate corpurile de numere algebrice peste corpul numerelor raționale și toate extinderile în care ambele corpuri sunt finite, sunt simple.

## Terminologie
Fie {\displaystyle E/F} o extindere de corpuri. Un element {\displaystyle \alpha \in E} este un element primitiv pentru {\displaystyle E/F} dacă {\displaystyle E=F(\alpha ),} adică dacă fiecare element al lui {\displaystyle E} poate fi scris ca o funcție rațională în {\displaystyle \alpha } cu coeficienți în {\displaystyle F}. Dacă există un astfel de element primitiv, atunci {\displaystyle E/F} se numește extindere simplă.
Dacă extinderea de corpuri {\displaystyle E/F} are elementul primitiv {\displaystyle \alpha } și este de grad finit {\displaystyle n=[E:F]}, atunci orice element {\displaystyle \gamma \in E} poate fi scris sub forma
{\displaystyle \gamma =a_{0}+a_{1}{\alpha }+\cdots +a_{n-1}{\alpha }^{n-1},}
cu coeficienți unici {\displaystyle a_{0},a_{1},\ldots ,a_{n-1}\in F}. Cu alte cuvinte, mulțimea
{\displaystyle \{1,\alpha ,\ldots ,{\alpha }^{n-1}\}}
este o bază pentru E ca spațiu vectorial peste F. Gradul n este egal cu gradul polinomului ireductibil al lui α peste F, unicul polinom monic {\displaystyle f(X)\in F[X]} de grad minim care îl are pe α ca rădăcină (o dependență liniară a lui {\displaystyle \{1,\alpha ,\ldots ,\alpha ^{n-1},\alpha ^{n}\}}).
Dacă L este un corp de descompunere al lui {\displaystyle f(X)} conținând cele n rădăcini distincte ale sale {\displaystyle \alpha _{1},\ldots ,\alpha _{n}}, atunci există n scufundări de corpuri {\displaystyle \sigma _{i}:F(\alpha )\hookrightarrow L} definite prin {\displaystyle \sigma _{i}(\alpha )=\alpha _{i}} și {\displaystyle \sigma (a)=a} pentru {\displaystyle a\in F}, iar acestea se extind la automorfisme ale lui L în grupul Galois, {\displaystyle \sigma _{1},\ldots ,\sigma _{n}\in \mathrm {Gal} (L/F)}. Într-adevăr, pentru o extindere de corpuri cu {\displaystyle [E:F]=n}, un element {\displaystyle \alpha } este un element primitiv dacă și numai dacă {\displaystyle \alpha } are n conjugate distincte {\displaystyle \sigma _{1}(\alpha ),\ldots ,\sigma _{n}(\alpha )} într-un corp de descompunere {\displaystyle L\supseteq E}.

## Exemplu
Dacă se adjuncționează corpului numerelor raționale {\displaystyle F=\mathbb {Q} } cele două numere iraționale {\displaystyle {\sqrt {2}}} și {\displaystyle {\sqrt {3}}} pentru a obține extinderea {\displaystyle E=\mathbb {Q} ({\sqrt {2}},{\sqrt {3}})} de gradul {\displaystyle 4}, se poate arăta că această extindere este simplă, adică {\displaystyle E=\mathbb {Q} (\alpha )} pentru un {\displaystyle \alpha \in E}. Luând {\displaystyle \alpha ={\sqrt {2}}+{\sqrt {3}}}, puterile {\displaystyle 1}, {\displaystyle \alpha }, {\displaystyle \alpha ^{2}}, {\displaystyle \alpha ^{3}} pot fi scrise drept combinații liniare de {\displaystyle 1}, {\displaystyle {\sqrt {2}}}, {\displaystyle {\sqrt {3}}}, {\displaystyle {\sqrt {6}}} cu coeficienți întregi. Se poate rezolva acest sistem de ecuații liniare în {\displaystyle {\sqrt {2}}} și {\displaystyle {\sqrt {3}}} peste {\displaystyle \mathbb {Q} (\alpha )}, pentru a obtine {\displaystyle {\sqrt {2}}={\tfrac {1}{2}}(\alpha ^{3}-9\alpha )} și {\displaystyle {\sqrt {3}}=-{\tfrac {1}{2}}(\alpha ^{3}-11\alpha )}. Aceasta arată că {\displaystyle \alpha } este într-adevăr un element primitiv:
{\displaystyle \mathbb {Q} ({\sqrt {2}},{\sqrt {3}})=\mathbb {Q} ({\sqrt {2}}+{\sqrt {3}}).}
De asemenea, se poate folosi următorul argument mai general. Corpul {\displaystyle E=\mathbb {Q} ({\sqrt {2}},{\sqrt {3}})} are în mod clar patru automorfisme {\displaystyle \sigma _{1},\sigma _{2},\sigma _{3},\sigma _{4}:E\to E} definite prin {\displaystyle \sigma _{i}({\sqrt {2}})=\pm {\sqrt {2}}} și {\displaystyle \sigma _{i}({\sqrt {3}})=\pm {\sqrt {3}}} pentru fiecare alegere de semne. Polinomul minimal {\displaystyle f(X)\in \mathbb {Q} [X]} al lui {\displaystyle \alpha ={\sqrt {2}}+{\sqrt {3}}} trebuie să satisfacă {\displaystyle f(\sigma _{i}(\alpha ))=\sigma _{i}(f(\alpha ))=0}, deci {\displaystyle f(X)} trebuie să aibă cel puțin patru rădăcini distincte {\displaystyle \sigma _{i}(\alpha )=\pm {\sqrt {2}}\pm {\sqrt {3}}}. Prin urmare {\displaystyle f(X)} are gradul cel puțin patru și {\displaystyle [\mathbb {Q} (\alpha ):\mathbb {Q} ]\geq 4}, dar acesta este gradul întregului corp, {\displaystyle [E:\mathbb {Q} ]=4}, deci {\displaystyle E=\mathbb {Q} (\alpha )}.

## Enunțul teoremei
Teorema elementului primitiv afirmă:
Orice extindere de corpuri separabilă de grad finit este simplă.
Această teoremă se aplică corpurilor de numere algebrice, adică extinderilor finite ale corpului numerelor raționale Q, deoarece Q are caracteristica 0 și, prin urmare, orice extindere finită peste Q este separabilă.
Folosind teorema fundamentală a teoriei Galois, prima teoremă rezultă imediat din teorema lui Steinitz.

## În caracteristicăp
Pentru o extindere neseparabilă {\displaystyle E/F} de caracteristica p, există totuși un element primitiv în cazul în care gradul [E : F] este p: într-adevăr, nu pot exista subcorpuri intermediare netriviale, deoarece gradele lor ar fi factori ai numărului prim p.
Când [E : F] = p2, este posibil să nu existe un element primitiv (caz în care există o infinitate de corpuri intermediare conform teoremei lui Steinitz). Cel mai simplu exemplu este {\displaystyle E=\mathbb {F} _{p}(T,U)}, corpul funcțiilor raționale în două nedeterminate T și U peste corpul finit cu p elemente, și {\displaystyle F=\mathbb {F} _{p}(T^{p},U^{p})}. De fapt, pentru orice {\displaystyle \alpha =g(T,U)} din {\displaystyle E\setminus F}, endomorfismul lui Frobenius arată că elementul {\displaystyle \alpha ^{p}} se află în F, deci α este o rădăcină a lui {\displaystyle f(X)=X^{p}-\alpha ^{p}\in F[X]}, iar α nu poate fi un element primitiv (de grad p2 peste F), dar în schimb F(α) este un corp intermediar netrivial.

## Demonstrație
Presupunem întâi că {\displaystyle F} este infinit. Prin inducție, este suficient să demonstrăm că orice extindere finită {\displaystyle E=F(\beta ,\gamma )} este simplă. Pentru {\displaystyle c\in F}, presupunem că {\displaystyle \alpha =\beta +c\gamma } nu este element primitiv, {\displaystyle F(\alpha )\subsetneq F(\beta ,\gamma )}. Atunci {\displaystyle \gamma \notin F(\alpha )}, deoarece în caz contrar {\displaystyle \beta =\alpha -c\gamma \in F(\alpha )=F(\beta ,\gamma )}. Considerăm polinoamele minimale ale lui {\displaystyle \beta ,\gamma } peste {\displaystyle F(\alpha )}, respectiv {\displaystyle f(X),g(X)\in F(\alpha )[X]}, și alegem un corp de descompunere {\displaystyle L} conținând toate rădăcinile {\displaystyle \beta ,\beta ',\ldots }  ale lui {\displaystyle f(X)} și {\displaystyle \gamma ,\gamma ',\ldots } ale lui {\displaystyle g(X)}. Cum {\displaystyle \gamma \notin F(\alpha )}, există o altă rădăcină {\displaystyle \gamma '\neq \gamma } și un automorfism {\displaystyle \sigma :L\to L} care fixează {\displaystyle F(\alpha )} și ia {\displaystyle \sigma (\gamma )=\gamma '}. Atunci avem {\displaystyle \sigma (\alpha )=\alpha } și:
{\displaystyle \beta +c\gamma =\sigma (\beta +c\gamma )=\sigma (\beta )+c\,\sigma (\gamma )}, prin urmare {\displaystyle c={\frac {\sigma (\beta )-\beta }{\gamma -\sigma (\gamma )}}}.
Întrucât există doar un număr finit de posibilități pentru {\displaystyle \sigma (\beta )=\beta '} și {\displaystyle \sigma (\gamma )=\gamma '}, pentru doar un număr finit de elemente {\displaystyle c\in F} elementul {\displaystyle \alpha =\beta +c\gamma } nu este primitiv. Toate celelalte valori dau {\displaystyle F(\alpha )=F(\beta ,\gamma )}.
În cazul în care {\displaystyle F} este finit, alegem {\displaystyle \alpha } să fie o rădăcină primitivă a extinderii finite {\displaystyle E}.

## Istorie
În primul său memoriu din 1831, publicat în 1846, Évariste Galois a schițat o demonstrație a clasicei teoreme a elementului primitiv în cazul unui corp de descompunere al unui polinom peste corpul numerelor raționale. Golurile din schița lui puteau fi ușor completate (după cum a remarcat recenzentul Poisson) exploatând o teoremă a lui Lagrange din 1771, pe care Galois o știa cu siguranță. Este foarte probabil că Lagrange știa deja teorema elementului primitiv pentru corpuri de descompunere. Ulterior Galois a folosit această teoremă foarte mult în dezvoltarea sa a conceptului de grup Galois. De atunci a fost folosită în dezvoltarea teoriei Galois și a teoremei fundamentele a teoriei Galois. 
Teorema elementului primitiv a fost demonstrată în forma sa modernă de Ernst Steinitz, într-un articol influent de teoria corpurilor din 1910, care conține și teorema lui Steinitz;  Steinitz a numit rezultatul „clasic” Teorema elementelor primitive, iar versiunea sa modernă Teorema corpurilor intermediare.
Emil Artin a reformulat teoria lui Galois în anii 1930 fără a se baza pe elemente primitive.